# カイディパン語
カイディパン語（カイディパンご、Kaidipang）は、インドネシアの北スラウェシ州で使用される、オーストロネシア語族のマレー・ポリネシア語派フィリピン語群に属する言語である。
主に少数民族であるカイディパン族によって話されているが、特に若者においてはインドネシア語を話す者が増加しており、話者は減少傾向にある。カイディパン族は北スラウェシ州のボラアン・モゴンドウ県（Bolaang Mongondow）の郊外、東は北スラウェシ州、西はゴロンタロ州、北はスラウェシ海、南はトミニ湾に面している地域に住む。カイディパン族は過去自ら王国を建国し、1910年には隣接するボラン・イタン（Bolang Itang）王国と合併し拡大した。その後、独立を達成したばかりのインドネシア共和国と1950年に合併した。

## 方言
- Bolaang Itang（Bolang-Hitam, Bolang-Itam）：話者約17,700人
- Kaidipang（Kaidipan, Kodipang）：話者約8,900人